# Grøde
 For alternative betydninger, se Grøde (flertydig). (Se også artikler, som begynder med Grøde)
Grøde er et ord der betegner den egenskab ved planter, at de kan gro og vokse, eller den egenskab ved jord, at den er frugtbar og kan dyrkes. Begrebet er således knyttet til naturens (især den domesticerede planteverdens) frugtbarhed i vid forstand, og kan også bruges om produktet af selvsamme frugtbarhed, det vil sige afgrøden.
I det ældre danske landbrugssamfund, minimum frem til 1950 (hvor Ordbog over det danske sprog ophører), kaldte man vækstperioden i foråret og forsommeren for grødetid.
Ordet grøde er særligt kendt fra Markens Grøde, titlen på en roman af Knut Hamsun.

## Ekstern henvisning
- Opslag i ODD